# Tetragnatha scopus
Tetragnatha scopus là một loài nhện trong họ Tetragnathidae.
Loài này thuộc chi Tetragnatha. Tetragnatha scopus được Ralph Vary Chamberlin miêu tả năm 1916.